# Liste des partis politiques en Papouasie-Nouvelle-Guinée
La Papouasie-Nouvelle-Guinée est une démocratie multipartite, ou coexistent de multiples partis politiques, accédant au pouvoir en alternance par le biais d'élections. Le grand nombre de partis signifie que les gouvernements se forment systématiquement par des coalitions.
La politique en Papouasie-Nouvelle-Guinée ne s'articule pas autour de grands partis structurés, ayant une réelle base populaire et militante, ni un réel positionnement idéologique qui les distinguerait clairement les uns des autres. Les partis tendent à avoir un ancrage régional ; aucun n'opère sur la totalité du territoire national. En outre, en l'absence de base militante, les partis n'ont que peu de signification concrète hors période électorale et en dehors du Parlement. Beaucoup sont éphémères. Par ailleurs, de nombreux élus sont sans étiquette. Lors d'un sondage en 1987, seuls 4,8 % des électeurs indiquaient prendre en compte le parti du candidat pour lequel ils votaient.
En conséquence, les gouvernements sont formés de larges coalitions souvent instables, composées de multiples partis n'ayant chacun qu'un petit nombre de députés. Les députés « changent souvent de parti plus d'une fois durant une législature ». Il est courant que les coalitions se disloquent, entraînant des changements de majorité au Parlement, et donc la chute du gouvernement. Depuis l'indépendance en 1975, seuls trois gouvernements ont pu conserver le pouvoir pendant toute la durée d'une législature, et être réélus : deux dirigés par le premier ministre Sir Michael Somare (1972-1977, réélu en 1977 ; et 2002-2007, réélu en 2007), puis celui de Peter O'Neill (2012-2017, réélu en 2017).
Au 1er mars 2021, le pays compte quarante-six partis politiques inscrits au registre officiel des partis, dont vingt-six sont représentés au Parlement,. Parmi ces derniers, les plus importants sont les suivants.

## Parti de l'union de la Papouasie et de la Nouvelle-Guinée
Mieux connu sous le nom de "Pangu Pati" (Papua and Niugini Union Pati en tok pisin), c'est le plus vieux parti du pays, établi entre autres par le jeune fonctionnaire Michael Somare et le syndicaliste Albert Maori Kiki en amont des élections législatives de 1968, les premières du pays, pendant la période coloniale, alors que s'amorçait un début d'autonomie de la colonie. Le parti y obtient dix sièges sur quatre-vingt-quatre, les autres sièges étant obtenus par des indépendants ou bien par des candidats du Parti démocrate chrétien unifié, éphémère. Les fondateurs du parti sont une « élite bureaucratique éduquée », dont les soutiens populaires se limitent alors essentiellement aux provinces du Sepik oriental et de Morobe ainsi qu'à la capitale, Port Moresby. Le parti milite pour une accélération des préparatifs vers l'indépendance, et son chef, Michael Somare, prend la tête en 1972 d'un gouvernement de coalition qui amène le pays à l'indépendance. Somare demeure à la tête du pays jusqu'en 1980, avant de retrouver le pouvoir de 1982 à 1985. Rabbie Namaliu, premier ministre de 1988 à 1992, est également membre du Pangu Pati, tout comme Chris Haiveta, vice-premier ministre de 1994 à 1999.
Le parti connaît ensuite une période de relatif déclin mais est la troisième force au Parlement à l'issue des élections de 2017. Son chef, James Marape, parvient à constituer une majorité de coalition en 2019 et devient premier ministre. De nombreux députés rejoignent alors le parti, qui devient de loin la première force au Parlement avec trente sièges.

## Parti de l'alliance nationale
Ayant obtenu vingt-sept députés aux élections législatives de 2007 (alors qu'aucun autre parti n'en avait plus de sept), il en compte quarante début 2012, s'étant attiré des députés d'autres bords en cours de législature. Ce parti est historiquement celui de Sir Michael Somare, « Père de la Nation », premier ministre de 2002 à 2011 et mort en 2021.
En octobre 2011, toutefois, le parti se scinde, entre les membres demeurés fidèles à Somare, destitué par le Parlement en août, et ceux ayant rejoint le gouvernement du nouveau premier ministre Peter O'Neill,. Le Parti de l'alliance nationale obtient quinze sièges aux élections de 2017, faisant alors de lui la deuxième force au Parlement. Il est membre du gouvernement de coalition de James Marape.

## Congrès national populaire
C'est le parti de Bill Skate, premier ministre de 1997 à 1999, puis de Peter O'Neill, premier ministre de 2011 à 2019. Il arrive en tête aux élections législatives de 2017 avec vingt-huit sièges, mais près de la moitié de ses députés quittent le parti à la chute du gouvernement en 2019. Il est alors le principal parti de l'opposition parlementaire. 

## Parti travailliste unifié
Fondé en 2019 par Sam Basil et huit autres députés, c'est un parti associé de près aux syndicats, et qui se veut le représentant au Parlement des travailleurs urbains et ruraux et des forces syndicales. En mars 2021, il est le quatrième plus grand parti au Parlement, et le troisième plus grand du gouvernement de coalition de James Marape. 

## Parti de la Papouasie-Nouvelle-Guinée
Fondé après les élections de 2002 par l'ancien premier ministre Sir Mekere Morauta, il est le principal parti de l'opposition parlementaire de 2007 à 2011. Il a officiellement neuf députés début 2012, mais en revendique vingt-cinq. Son chef Belden Namah est vice-Premier ministre dans le gouvernement de Peter O'Neill de 2011 à 2012, puis chef de l'opposition parlementaire de 2012 à 2014 et à nouveau depuis 2019. Ayant obtenu cinq sièges aux élections législatives de 2017, le parti subit des défections jusqu'à n'avoir plus qu'un seul député, Belden Namah, qui demeure néanmoins chef de la coalition des partis d'opposition,.

## Parti des ressources unies
Ce parti est le principal appui du gouvernement de coalition mené par le Parti de l'alliance nationale de 2007 à 2011. Début 2012, il compte douze députés. Avec dix sièges, il est la quatrième force au Parlement à l'issue des élections législatives de 2017, et en compte huit en mars 2021. Il est alors le cinquième plus grand parti au Parlement, et est membre du gouvernement de coalition de James Marape. 

## Parti du progrès populaire
Ce parti est l'un des plus anciens. Il est né en 1970, et fait partie du gouvernement de coalition qui, au cours de la législature de 1972-1977, mène le pays à l'indépendance. Le fondateur du parti, Sir Julius Chan, est vice-premier ministre de 1972 à 1980, puis premier ministre de 1980 à 1982, vice-premier ministre à nouveau de 1985 à 1988 et de 1992 à 1984, puis premier ministre une seconde fois de 1994 à 1997. Un autre membre du parti, Allan Marat, est un temps vice-premier ministre sous Michael Somare à partir de 2002,.
Début 2012, le parti compte trois députés. Toujours mené par Sir Julius Chan, il obtient six sièges aux élections législatives de 2017, faisant de lui la cinquième force au Parlement, mais n'en a plus que quatre en mars 2021.

## Autres
En mars 2021, les partis suivants sont également représentés au Parlement :
- Parti populaire, dirigé par William Tongamp : 5 députés
- Parti pour notre développement, dirigé par Charles Abel : 3 députés
- Parti libéral, dirigé par John Pundari : 3 députés
- Parti national de la Papouasie-Nouvelle-Guinée, dirigé par Kerenga Kua : 2 députés
- Parti social-démocrate, dirigé par Powes Parkop : 2 députés
- Parti rural de Papouasie-Nouvelle-Guinée : 1 député
- Parti travailliste populaire : 1 député
- Parti du triomphe, du patrimoine et de la responsabilisation : 1 député
- Parti libéral mélanésien : 1 député (l'ancien vice-premier ministre Allan Marat)
- Parti de coalition pour la réforme : 1 député
- Parti du mouvement populaire pour le changement : 1 député
- Mouvement démocrate populaire : 1 député
- Parti uni : 1 député
- Parti de la nation unie de Papouasie-Nouvelle-Guinée : 1 député
- Parti de l'allégeance : 1 député
- Parti de l'alliance mélanésienne : 1 député
- Parti de l'action populaire : 1 député
- Le peuple d'abord : 1 député
- Parti des Verts de Papouasie-Nouvelle-Guinée : 1 député